# NPO Radio 6
NPO Radio 6, ook wel NPO Radio 6 Soul & Jazz, was een radiostation van de Nederlandse Publieke Omroep dat tussen 4 september 2006 en 1 januari 2016 uitzond via het kabel-, satelliet-, DVB-T- en DAB+-kanaal dat daarvoor werd gebruikt door de Concertzender. De Concertzender is blijven uitzenden via een eigen kanaal. De studio van NPO Radio 6 was gevestigd op de derde etage van het gebouw de Peperbus op het Media Park in Hilversum. Dit is de voormalige studio van NPO 3FM. Op 1 januari 2016 heeft NPO Soul & Jazz de plek van NPO Radio 6 ingenomen.
De programmering bestond uit programma's van de KRO, AVROTROS, VARA, NTR, VPRO, PowNed, MAX en EO en het muzikale format van de zender bestaat uit soul en jazz. Naast de reguliere programmering zond Radio 6 elk jaar (live) uit vanaf North Sea Jazz, Noorderslag en diverse kleinere festivals waar soul- en jazzmuziek prominent aanwezig zijn. Met De Zwarte Lijst had het station een jaarlijks terugkerende muzieklijst en het reikte jaarlijks de Soul & Jazz Awards uit aan Nederlands grootste soul- en jazzartiesten.

## Geschiedenis
Vanaf september 2006 werden op Radio 6 's ochtends, 's nachts en in grote delen van het weekend de programma's van de stichting Concertzender overgenomen. Grote delen van deze programmering waren afkomstig van de etherzenders NPO Radio 4 en 747 AM (later NPO Radio 5), die per september 2006 werden gerestyled vanwege bezuinigingen.
Per 1 januari 2009 verdwenen alle Concertzenderprogramma's van Radio 6. Concertzender is als zender zelfstandig doorgegaan onder de vlag van SALTO/Publieke Omroep Amsterdam.

## 2014-2016
Vanaf 1 januari 2014 werd de programmering flink gewijzigd vanwege nieuwe bezuinigingen bij o.a. NTR en VPRO. Jonge talenten kregen prominente plaatsen in de programmering naast gevestigde namen. Ook werd het aantal uren live radioprogramma's flink opgeschroefd.
Op 1 januari 2016 werd NPO Radio 6 opgeheven. Het station werd te duur bevonden en trok te weinig luisteraars. NPO Soul & Jazz, dat tot 19 uur non stop muziek uitzond en tussen 19 en 23 uur een aantal gepresenteerde programma's kende, nam, met uitzondering van de satelliet, de distributiekanalen van NPO Radio 6 over.

## Programma's
- Eerst Jaap (KRO-NCRV)
- InVincible (AVROTROS)
- Steefs Cantina (VPRO)
- Powered by Angelique (VARA)
- Zet 'm op Rudy / Zet 'm op Pieter (AVROTROS)
- Winfrieds Woonkamer (NTR)
- Mijke & Co Live! (NTR)
- Nightshift
- WieKent Alex (AVROTROS)
- @ Friday (VARA)
- Corné Klijns Soul Sensations (AVROTROS)

- Rubens Guestlist (AVROTROS)
- Jazz in the Morning (MAX)
- Licence To Chill (PowNed)
- The Real Mackay (KRO-NCRV)
- Alfreds Obsessie (EO)
- GielJazz (VARA)
- Sweet Soul Music (VARA)
- Afslag Thunder Road (VARA)
- Vrije Geluiden (VPRO)

## Presentatoren
Een lijst van presentatoren (op volgorde van achternaam)
- Winfried Baijens
- Giel Beelen
- Leo Blokhuis
- Jaap Boots
- Jaap Brienen
- Steef Cuijpers
- Vincent van Engelen
- Vincent Gerhardt
- Jan Paul Grootentraast
- Ruben Hein
- Angelique Houtveen
- Dolf Jansen
- Frank Jochemsen
- Astrid de Jong

- Wilfried de Jong
- Jeroen Kijk in de Vegte
- Corné Klijn
- Co de Kloet
- Andries Korthuis
- Alex van der Lugt
- Rudy Mackay
- Edwin Rutten
- Sylvana Simons
- Bart Slim
- Tuffie Vos
- Alfred van de Wege
- Marc Wielaert
- Mijke van Wijk